# Tim van Hemel
Tim van Hemel es un deportista belga que compite en triatlón y duatlón. Ganó dos medallas en el Campeonato Europeo de Triatlón Campo a Través en los años 2018 y 2019, y una medalla en el Campeonato Europeo de Duatlón Campo a Través de 2018.

## Palmarés internacional
| Campeonato Europeo | Campeonato Europeo    | Campeonato Europeo | Campeonato Europeo |
| Año                | Lugar                 | Medalla            | Prueba             |
| ------------------ | --------------------- | ------------------ | ------------------ |
| 2018               | Ibiza (España)        | Medalla de oro     | Individual         |
| 2019               | Târgu Mureș (Rumania) | Medalla de plata   | Individual         |

| Campeonato Europeo | Campeonato Europeo | Campeonato Europeo | Campeonato Europeo |
| Año                | Lugar              | Medalla            | Prueba             |
| ------------------ | ------------------ | ------------------ | ------------------ |
| 2018               | Ibiza (España)     | Medalla de oro     | Individual         |